# Ander Garitano
Ander Garitano Urkizu (Derio, 26 febbraio 1969) è un allenatore di calcio ed ex calciatore spagnolo, di ruolo centrocampista.

## Carriera

### Club
Cresce calcisticamente con l'Athletic Bilbao, società con cui esordisce con la squadra riserve nella stagione 1985-1986. Dopo due anni esordisce con la prima squadra, con cui debutta nella Primera División spagnola il 12 marzo 1988 in Real Madrid-Athletic 5-0.
Con i baschi milita per otto stagioni, collezionando 275 presenze (234 in campionato), passando al Real Saragozza al termine del campionato 1995-1996.
Con gli aragonesi disputa altre sei stagioni nel massimo campionato spagnolo nel quale, al termine della carriera, avrà sommato 381 presenze e 50 reti.
In seguito intraprese l'attività di allenatore seguendo le giovanili del Real Saragozza a partire dal 2002. Nel gennaio 2008, rimpiazza Víctor Fernández alla guida della prima squadra.
Soltanto dopo poco più di una settimana, nonostante la sua unica partita nella Liga si fosse conclusa con una vittoria, rassegna le dimissioni.
Nella stagione 2008-09, ritorna nuovamente al Real Saragozza come allenatore delle giovanili.
Conta una presenza con la Selezione di calcio dei Paesi Baschi.

## Palmarès

### Competizioni nazionali
- Coppa di Spagna: 1

Real Saragozza: 2001